# Torsäulenbach
Der Torsäulenbach,  anfangs Roggentalbach genannt, ist ein nördlicher Zufluss des Plansees östlich von Reutte in Tirol, Österreich. 

## Geographie

### Verlauf
Er entsteht auf bayerischem Gebiet als Roggentalbach an der Südseite der Hochplatte oberhalb der Roggentalgabel. Nach seinem Eintritt ins Tal westlich des Ammersattels wird er auf Tiroler Gebiet Torsäulenbach genannt. Nach einem Knick des Tals nach Süden mündet der Torsäulenbach schließlich an dessen Ostseite in den Plansee ein.

### Zuflüsse
Von der Quelle zur Mündung. Auswahl.
- Schafblassenbach, von rechts am Hotel Ammerwald
- Kuhkarbach, von rechts
- Kalbelekarbach, von rechts
- Guggerbach, von rechts
- (Bach aus dem Teufelstal), von links